# Sachbilanz
Eine Sachbilanz ist nach der Zieldefinition die zweite Stufe einer Ökobilanz vor der Wirkungsabschätzung gemäß DIN EN ISO 14044:2006. Sie umfasst die Zusammenstellung und Quantifizierung von Umweltaspekten als Inputs und Outputs eines ausgewählten Betrachtungsobjektes im Verlauf seines Lebensweges. Bilanziert werden auf der Inputseite die Materialmassen- und Energieströme sowie auf der Outputseite erwünschter (Produkte) und unerwünschter Output (Kondukte). Letzterer wird dabei in Form von Emissionen in Luft, Boden und Wasser erfasst.

## Einführung
Nachdem in der Anfangsphase der Ökobilanzierung die Festlegung und Definition des Ziels und des Untersuchungsrahmens der Studie erfolgen, sind in einem nächsten Schritt quantitative Aussagen zum Material- und Energieverbrauch als auch zu Emissionen zu treffen. Diese Input- und Outputströme des gesamten Produktlebensweges werden in der Sachbilanz beschrieben, deren Ergebnisse wiederum Grundlage der folgenden Ökobilanzierungsphase der Wirkungsabschätzung ist.
Zur leichteren Erstellung der Sachbilanz wird das Produktsystem in einzelne Module unterteilt und diese Module wiederum in Untermodule. Jedes Modul stellt ein klar voneinander abgrenzbares System dar, für welches eine Teilsachbilanz erstellt wird. Die Summe der Teilsachbilanzen ergibt die Sachbilanz. In der Literatur wird die Sachbilanz auch als Ökoinventar bezeichnet.

## Datenerhebung
Bei der Datenerhebung werden alle relevante Inputs und Outputs des Prozesses durch Messung, Schätzung oder Berechnung erfasst. Werden Daten aus bereits vorhandener Literatur verwendet, ist ein Verweis notwendig. Um das Risiko von Missverständnissen gering zu halten und ein einheitliches und in sich schlüssiges Verständnis des zu modellierenden Produktmoduls zu erreichen, werden in der DIN EN ISO 14044:2006 Maßnahmen genannt:
- Darstellung des speziellen Systemfließbildes mit allen Prozessmodulen
- Angabe der Faktoren jedes Prozessmoduls, welche die Inputs und Outputs beeinflussen;
- Auskunft über Flüsse und relevante Daten für die Betriebsbedingungen
- Liste, in der die verwendeten Einheiten festgehalten sind;
- Darstellung der Datenerhebungs- und Berechnungsmethoden und
- Anweisungen zur eindeutigen Dokumentation jedes Sonderfalls, jeder Unregelmäßigkeit oder anderer Vorkommnisse

Zudem werden Hauptgruppen genannt, unter denen die Daten kategorisiert werden dürfen:
- Energieinputs, Rohstoffinputs, Betriebsstoff-Inputs, andere physikalische Inputs;
- Produkte, Koppelprodukte und Abfall;
- Emissionen in Luft, Wasser und Boden und
- weitere Umweltaspekte.

## Datenberechnung
Allgemein gilt es bei der Berechnung der Daten zu beachten, innerhalb einer Ökobilanz stets dieselben Berechnungsverfahren anzuwenden und diese sowie die getroffenen Annahmen eindeutig zu dokumentieren und zu erläutern. Bei der Erfassung der Elementarflüsse sollten alle verbrauchten Ressourcenarten beachtet werden; d. h., dass der tatsächliche Produktionsmix (z. B. Zusammensetzung des Stroms) berücksichtigt werden muss und brennbares Material als ein mit dem Heizwert multiplizierter Wert in den Input bzw. Output eingeht. Folgende Arbeitsschritte sind schließlich für die Datenberechnung notwendig:
Zunächst ist der Nachweis der erforderlichen Datenqualität durch eine Datenvalidierung zu erbringen. Diese Überprüfung kann anhand einer Erstellung von eigenständigen Massen- und Energiebilanzen etc. erfolgen, da die Stoffe den Gesetzen der Erhaltung von Masse und Energie folgen und somit Input- und Outputsumme identisch sein müssen. Etwaige Datenfehler sind durch gültige Alternativen zu beheben.
Der Bezug der Daten auf ein Prozessmodul und eine funktionelle Einheit stellt den nächsten Schritt der Datenberechnung dar. Für jeden Produktionsschritt bzw. jedes Prozessmodul muss ein Material- und Energiefluss bestimmt werden, für den die quantitativen Input- und Outputdaten zu berechnen sind. Die Flüsse aller Prozessmodule werden schließlich auf den Referenzfluss – die Menge aller zur Funktionserfüllung notwendigen Produkte – bezogen. Durch Berechnung sollte dann ein Bezug der vollständigen Input- und Outputdaten auf die funktionelle Einheit möglich sein. Bei der Aggregation von Input und Output in einem Produktionssystem ist hierbei jedoch zu beachten, dass Daten nur dann zusammengefasst werden, wenn sie sich auch wirklich auf gleichwertige Stoffe und ähnliche Umweltwirkungen beziehen. Konkret getroffene Annahmen sollten am Anfang des Sachbilanzierungsvorganges oder in der späteren Wirkungsabschätzung erläutert werden.
Da die gesamte Ökobilanz bzw. ihre Daten iterativ immer wieder kontrolliert und angepasst werden müssen, ist eine erneute Anpassung der Systemgrenze durch eine Sensitivitätsanalyse zu prüfen. Diese kann ergeben, dass wegen fehlender Signifikanz einzelne Inputs und Outputs oder ganze Prozessabschnitte in der Sachbilanz bzw. Ökobilanz zu vernachlässigen sind. Aber auch neue Prozessmodule, Inputs und Outputs können sich als wesentlich für das Ziel der Studie erweisen und müssen damit in die Bilanzierung aufgenommen werden. Alle Ergebnisse der Sensitivitätsanalyse und des Anpassungsprozesses müssen dokumentiert werden.

## Allokation
Bei der Allokation werden den Produkten nach festgelegten Verfahren die Inputs und Outputs zugeordnet. Die Summe der durch die Allokation zugeordneten Inputs und Outputs eines Prozessmoduls müssen denen vor der Allokation entsprechen.
Das Verfahren wird nach DIN EN ISO 14044:2006 in folgenden Schritten durchgeführt:
Schritt 1: Möglichst Allokation vermeiden durch:
1. Teilung der betroffenen Prozessmodule in Teilprozesse mit Angabe der Input- und Outputdaten oder
2. Aufnahme zusätzlicher Funktionen, die sich auf Koppelprodukte beziehen

Schritt 2: Ist Schritt 1 nicht möglich, sollten die Inputs und Outputs den verschiedenen Produkten oder Systemen zugeordnet werden, welche eine physikalische Beziehung haben
Schritt 3: Ist Schritt 2 nicht vollständig durchführbar, sollten die Inputs nach einer Beziehung zu den Produkten und Funktionen zugeordnet werden.
In der Allokation von Wiederverwendung und Recycling muss einiges beachtet werden. So sind die Veränderungen in den inhärenten Eigenschaften der Materialien und die Systemgrenzen zu beachten und auszuweisen.